# اسقف‌نشین آکسفورد
اسقف‌نشین آکسفورد (انگلیسی: Diocese of Oxford) بخشی تشکیل دهنده از استان کانتربری کلیسای انگلستان در کشور انگلستان است. این اسقف‌نشین که در سال ۱۵۴۲ به دستور هنری هشتم تاسیس شده است شامل ۸۴۷ کلیسا می‌باشد و مرکز آن کلیسای جامع مسیح، آکسفورد است.